# Bada (cantora)
Choi Sunghee (hangul: 최성희; Bucheon, Gyeonggi, 28 de fevereiro de 1980), mais conhecida por seu nome artístico Bada (hangul: 바다) ou Sea, é uma cantora e atriz sul-coreana. Tornou-se popularmente conhecida por ter sido integrante do grupo feminino S.E.S.

## Discografia

### Álbuns
- A Day of Renew (2003)
- Aurora (2004)
- Made In Sea (2006)
- See the Sea (2009)

### EPs
- Flower (2016)

### Singles
| Título                                                                                | Ano                    | Álbum                                                    |
| Como Artista Principal                                                                | Como Artista Principal | Como Artista Principal                                   |
| ------------------------------------------------------------------------------------- | ---------------------- | -------------------------------------------------------- |
| "Music"                                                                               | 2003                   | A Day of Renew                                           |
| "Aurora"                                                                              | 2004                   | Aurora                                                   |
| "Eyes"                                                                                | 2004                   | Aurora                                                   |
| "Find The Way"                                                                        | 2006                   | Made in Sea                                              |
| "Start"                                                                               | 2006                   | —                                                        |
| "MAD"                                                                                 | 2009                   | See the Sea                                              |
| "Yes I'm In Love"                                                                     | 2009                   | See the Sea                                              |
| "With Me"                                                                             | 2011                   | —                                                        |
| "Precious"                                                                            | 2014                   | —                                                        |
| "Flower"                                                                              | 2016                   | Flower                                                   |
| "Summertime"                                                                          | 2016                   | —                                                        |
| Colaborações                                                                          |                        |                                                          |
| "Cosmic" (com Ryeowook)                                                               | 2016                   | —                                                        |
| Como Artista Convidada                                                                |                        |                                                          |
| "Like You" (Rain feat. Bada)                                                          | 2002                   | Bad Guy                                                  |
| "Dream" (Dynamic Duo feat. Bada)                                                      | 2007                   | Enlightened                                              |
| "Think About' Chu" (Windy City feat. Bada)                                            | 2008                   | Think About' Chu                                         |
| "A Song Only I Can Sing" (Seo Hae-An feat. Bada)                                      | 2011                   | Infinite Challenge's "Seo Hae-An Highway Music Festival" |
| "City Life" (BT feat. Bada)                                                           | 2013                   | A Song Across Wires                                      |
| "Candy" (ZoPD feat. Bada)                                                             | 2015                   | Golden Goose Part. 1                                     |
| Aparição em Trilhas Sonoras                                                           |                        |                                                          |
| "One Day Passes"                                                                      | 2004                   | I'm Sorry, I Love You soundtrack                         |
| "Rainbow"                                                                             | 2006                   | 'Spring Waltz O.S.T. soundtrack                          |
| "Start Again"                                                                         | 2006                   | Famous 'Seven' Princesses soundtrack                     |
| "?"                                                                                   | 2009                   | Notre Dame de Paris musical soundtrack                   |
| "Only One"                                                                            | 2010                   | Baker King Kim Tak-goo soundtrack                        |
| "Sweet My Love"                                                                       | 2011                   | A Thousand Kisses soundtrack                             |
| "It's hurt and hurt"                                                                  | 2012                   | Glass Mask soundtrack                                    |
| "Stay"                                                                                | 2013                   | Goddess of Marriage soundtrack                           |
| "If I Could"                                                                          | 2013                   | Carmen musical soundtrack                                |
| "—" denota lançamentos que não atigiram os charts ou não foram lançados nessa região. |                        |                                                          |